# Allygus mixtus
Allygus mixtus is een dwergcicade behorend tot de familie Cicadellidae. Hij komt voor in loof- en gemengde bossen, vooral bij eiken. De volwassenen zijn te vinden op verschillende bladverliezende houtachtige planten.

## Kenmerken
Allygus mixtus heeft een lengte van 5,5 tot 7 mm. Het zijn relatief grote cicaden met talrijke witte dwarsaders en donkere stippen op de voorvleugels en vertex.

## Levenswijze
De nimfen voeden zich waarschijnlijk met grassen.